# Hymenogaster
Hymenogaster là một chi nấm trong họ Hymenogastraceae. Chi này phân bố rộng rãi đặc biệt trong các vùng ôn hòa, và có 100 loài.

## Các loài
Danh sách các loài.
- Hymenogaster arenarius
- Hymenogaster citrinus
- Hymenogaster griseus
- Hymenogaster hessei
- Hymenogaster luteus
- Hymenogaster muticus
- Hymenogaster nanus
- Hymenogaster olivaceus
- Hymenogaster rehsteineri
- Hymenogaster sulcatus
- Hymenogaster tener
- Hymenogaster thwaitesii
- Hymenogaster vulgaris